# Orlando Grootfaam
Orlando Grootfaam, bijnaam Gootje (20 oktober 1974 - Paramaribo, 7 augustus 2019), was een Surinaams voetballer. Hij speelde voor  SV Robinhood en SNL, en in het Surinaamse voetbalelftal.

## Carrière
Orlando Grootfaam begon met voetballen bij VV De Rest. Vervolgens speelde hij van 1999 tot 2000 voor SV Robinhood, daarna drie jaar voor SNL en van 2003 tot 2008 opnieuw voor SV Robinhood. Hij werd in 199 uitgeroepen tot Surinaams voetballer van het jaar.
Verder speelde van 2000 tot 2006 hij twintig wedstrijden voor het Surinaamse voetbalelftal (Natio) in de Caribbean Cup en de kwalificatie voor het Wereldkampioenschap voetbal.
Hij was linksbenig en zowel voor SV Robinhood als Natio was hij aanvoerder. Volgens scheidsrechter Henry Kia was hij een echte voetballeider op het veld.
Orlando Grootfaam overleed op 7 augustus 2019 in het Diakonessenhuis. Hij is 44 jaar oud geworden.